# Selección de fútbol sala de Irán
La selección de fútbol sala de Irán es el equipo representativo del país en las competiciones oficiales organizadas por la Confederación Asiática de Fútbol y la FIFA. Es administrada por la Federación de Fútbol de Irán.

## Estadísticas

### Copa Mundial de Futsal FIFA
| Copa Mundial de fútbol sala de la FIFA | Copa Mundial de fútbol sala de la FIFA | Copa Mundial de fútbol sala de la FIFA | Copa Mundial de fútbol sala de la FIFA | Copa Mundial de fútbol sala de la FIFA | Copa Mundial de fútbol sala de la FIFA | Copa Mundial de fútbol sala de la FIFA | Copa Mundial de fútbol sala de la FIFA |
| Año                                    | Ronda                                  | J                                      | G                                      | E                                      | P                                      | GF                                     | GC                                     |
| -------------------------------------- | -------------------------------------- | -------------------------------------- | -------------------------------------- | -------------------------------------- | -------------------------------------- | -------------------------------------- | -------------------------------------- |
| 1989                                   | No participó                           | No participó                           | No participó                           | No participó                           | No participó                           | No participó                           | No participó                           |
| 1992                                   | Cuarto lugar                           | 8                                      | 5                                      | 0                                      | 3                                      | 36                                     | 30                                     |
| 1996                                   | Primera ronda                          | 3                                      | 1                                      | 0                                      | 2                                      | 12                                     | 13                                     |
| 2000                                   | Primera ronda                          | 3                                      | 1                                      | 0                                      | 2                                      | 6                                      | 9                                      |
| 2004                                   | Primera ronda                          | 3                                      | 1                                      | 0                                      | 2                                      | 9                                      | 13                                     |
| 2008                                   | Segunda ronda                          | 7                                      | 4                                      | 2                                      | 1                                      | 24                                     | 19                                     |
| 2012                                   | Octavos de final                       | 4                                      | 2                                      | 1                                      | 1                                      | 9                                      | 8                                      |
| 2016                                   | Tercer lugar                           | 7                                      | 2                                      | 3                                      | 2                                      | 22                                     | 24                                     |
| 2021                                   | Cuartos de final                       | 5                                      | 3                                      | 0                                      | 2                                      | 19                                     | 17                                     |
| 2024                                   | Octavos de final                       | 4                                      | 3                                      | 0                                      | 1                                      | 23                                     | 10                                     |
| Total                                  | 9/10                                   | 44                                     | 22                                     | 6                                      | 16                                     | 160                                    | 144                                    |

### Copa Asiática de Futsal de la AFC
| Copa Asiática de Futsal de la AFC | Copa Asiática de Futsal de la AFC | Copa Asiática de Futsal de la AFC | Copa Asiática de Futsal de la AFC | Copa Asiática de Futsal de la AFC | Copa Asiática de Futsal de la AFC | Copa Asiática de Futsal de la AFC | Copa Asiática de Futsal de la AFC |
| Año                               | Ronda                             | J                                 | G                                 | E                                 | P                                 | GF                                | GC                                |
| --------------------------------- | --------------------------------- | --------------------------------- | --------------------------------- | --------------------------------- | --------------------------------- | --------------------------------- | --------------------------------- |
| 1999                              | Campeón                           | 6                                 | 6                                 | 0                                 | 0                                 | 90                                | 7                                 |
| 2000                              | Campeón                           | 6                                 | 6                                 | 0                                 | 0                                 | 56                                | 10                                |
| 2001                              | Campeón                           | 7                                 | 7                                 | 0                                 | 0                                 | 97                                | 13                                |
| 2002                              | Campeón                           | 6                                 | 6                                 | 0                                 | 0                                 | 61                                | 7                                 |
| 2003                              | Campeón                           | 6                                 | 6                                 | 0                                 | 0                                 | 60                                | 13                                |
| 2004                              | Campeón                           | 7                                 | 7                                 | 0                                 | 0                                 | 81                                | 12                                |
| 2005                              | Campeón                           | 8                                 | 6                                 | 1                                 | 1                                 | 58                                | 15                                |
| 2006                              | Tercer lugar                      | 5                                 | 4                                 | 0                                 | 1                                 | 46                                | 12                                |
| 2007                              | Campeón                           | 6                                 | 6                                 | 0                                 | 0                                 | 50                                | 9                                 |
| 2008                              | Campeón                           | 6                                 | 6                                 | 0                                 | 0                                 | 48                                | 2                                 |
| 2010                              | Campeón                           | 6                                 | 6                                 | 0                                 | 0                                 | 57                                | 9                                 |
| 2012                              | Tercer lugar                      | 6                                 | 5                                 | 0                                 | 1                                 | 45                                | 9                                 |
| 2014                              | Subcampeón                        | 6                                 | 5                                 | 1                                 | 0                                 | 52                                | 8                                 |
| 2016                              | Campeón                           | 6                                 | 6                                 | 0                                 | 0                                 | 48                                | 4                                 |
| 2018                              | Campeón                           | 6                                 | 6                                 | 0                                 | 0                                 | 50                                | 6                                 |
| 2022                              | Subcampeón                        | 6                                 | 5                                 | 0                                 | 1                                 | 39                                | 5                                 |
| 2024                              | Campeón                           | 6                                 | 5                                 | 1                                 | 0                                 | 25                                | 9                                 |
| Total                             | 17/17                             | 105                               | 98                                | 3                                 | 4                                 | 963                               | 150                               |